# E. Allen Emerson
Ernest Allen Emerson (2 de junio de 1954 – 15 de octubre de 2024) fue un informático teórico estadounidense, más conocido haber desarrollado el método conocido como model checking, para verificar diseños de software o hardware.

## Biografía
Emerson trabajó como profesor en la Universidad de Texas, Austin. Junto con Edmund Clarke y Joseph Sifakis, fue el ganador de 2007 del Premio Turing de la Association for Computing Machinery.